# Kristotomus lini
Kristotomus lini är en stekelart som beskrevs av Gupta 1990. Kristotomus lini ingår i släktet Kristotomus och familjen brokparasitsteklar. Inga underarter finns listade i Catalogue of Life.